# セルゲイ・カーメネフ

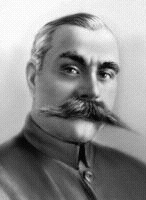
セルゲイ・カーメネフ

セルゲイ・セルゲーヴィチ・カーメネフ（Серге́й Серге́евич Ка́менев、Sergei Sergeyevich Kamenev、1881年4月4日 - 1936年8月25日）は、ソビエト軍の指導者。一等軍司令官。1930年共産党入党。

## 経歴

### 出自
キエフの軍人の家庭に生まれる。1900年、アレクサンドロフ軍事学校、1907年、参謀本部アカデミーを卒業。
第一次世界大戦時、第1軍作戦局長、1917年初めから大佐の階級で歩兵連隊長。

### 軍歴
十月革命後、第15軍団、後に第3軍の参謀長に選出。1918年初め、赤軍に志願し、西部地帯ネヴェル戦区の軍事指導者となり、第17狙撃師団を指揮した。同年8月から西部地帯軍事指導者補佐官。同年9月から1919年7月まで、東部戦線を指揮し、コルチャーク軍と戦った。
1919年7月から1924年4月まで共和国軍総司令官を務めた。1922年にはトルキスタン戦線を直接指揮し、エンヴェル・パシャとバスマチ勢力を撃退した。
1924年4月、労農赤軍監察官、1925年3月、労農赤軍参謀長、1925年11月、労農赤軍監察官、1926年8月、労農赤軍の総局長。1924年4月から1927年5月までソ連革命軍事会議議員。
1927年5月～1934年6月、陸海軍副人民委員、革命軍事会議副議長。1934年6月、防空局長、同年11月からソ連国防人民委員部附属軍事会議議員を兼任。
1936年8月25日、心臓発作で死去。赤の広場のクレムリンの壁に葬られる。大粛清の犠牲者となる前に亡くなり、多くの同志が経験したような中傷、屈辱、裏切り、拷問、処刑を経験することはなかった。

## パーソナル
赤旗勲章付きの金製武器、赤旗勲章付きの名誉革命火器、ロシア・ソビエト連邦社会主義共和国赤旗勲章、ホレズム・ソビエト社会主義共和国赤旗勲章、バハル人民ソビエト共和国一等赤半月勲章を受章。

## 評価
イオアキム・ヴァツェチスの代わりに東部戦線司令官から赤軍総司令官に就任したカーメネフをレフ・トロツキーは次のように評価した。

二人の大佐（ヴァツェチスとカーメネフ）のどちらがより才能に恵まれていたかは一概に言えない。両者とも疑いようのない戦略的資質を備え、大戦を経験し、そして楽観的な気質を特徴としていた。楽観的な気質がなければ指揮官は務まらない。ヴァツェチスはより頑固で気まぐれであり、革命に敵対する勢力の影響に屈したことは疑いようがない。カーメネフは、彼と協力する共産主義者の影響に、比較にならないほど容易く、容易に屈した。…カーメネフは間違いなく有能な指揮官であり、戦略的想像力と危険を冒す能力を備えていた。しかし、深みと毅然とした態度が欠けていた。

カーメネフはレーニンから厚い信頼を得ていた。 赤軍がすべての敵を克服し、内戦から勝利を収めたのは、カーメネフのもとでのことであった。 彼は、内戦において軍事作戦を遂行する唯一の方法として、攻勢作戦を積極的に支持した。 また、主要な軍事行政官であった彼は、内戦の深刻な状況下で、、党指導部との関係において、好意を一身に背負うために、極めて慎重な振る舞い、党指導部の支持を得ていた。